# Ryusei Yamanaka

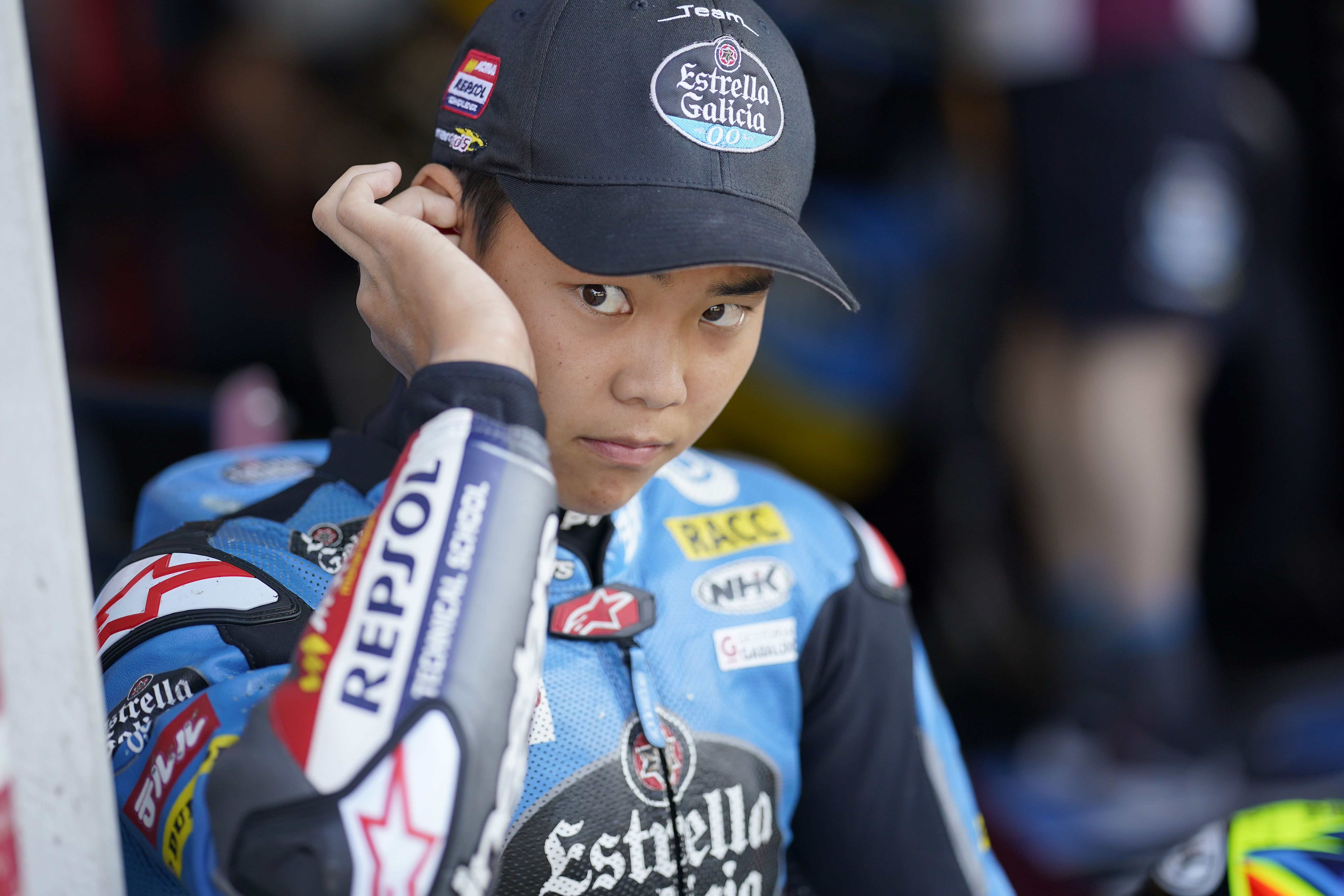
imagem do motociclista japonês Ryusei Yamanaka.

Ryusei Yamanaka - em japonês, 山中琉聖 Yamanaka Ryūsei (Yotsukaido, 6 de novembro de 2001) é um motociclista japonês que compete na MotoGP (Moto3), pela equipe Estrella Galicia 0,0.

## Carreira
Estreou no motociclismo com apenas 3 anos pilotando minimotos, chegando a vencer alguns campeonatos nacionais da modalidade.
Após competir na Asia Talent Cup (ficou em 15º lugar na temporada 2015 e 4º em 2016) e na Red Bull Rookies Cup entre 2017 e 2018, Yamanaka foi escalado às pressas para substituir Sergio García no GP do Qatar, uma vez que o espanhol tinha 15 anos, 11 meses e 12 dias na época (a idade mínima para um piloto correr na Moto3 é de 16 anos). O japonês terminou a prova em 20º. Seus primeiros pontos na divisão menor da MotoGP foram no GP da Catalunha, quando chegou em 9º.
Em 2020, disputou sua primeira temporada completa na Moto3, também pela Estrella Galicia 0,0 e tendo Sergio García como seu companheiro de equipe. Em 15 provas disputadas, teve novamente um 9º lugar como melhor posição de chegada, no GP da Estíria, além de terminar outras 4 provas na zona de pontuação, obtendo 14 pontos e a 24ª posição na classificação geral.